# 文化情報学部
文化情報学部（ぶんかじょうほうがくぶ）は、文理融合型の学部で、アメリカや韓国などでは「文献情報学科」や「文献情報学専攻」などの名前で既に一般的となっている。
日本初の開設は、駿河台大学の1994年（平成6年）。また、卒業して授与される学位は、主に「学士（文化情報学）」である。

## 概要
- 日本で初めて文化情報学部を開設した駿河台大学の場合、当初は「図書館情報学」・「計算機科学」・「文書館学」を総合した学際領域として位置づけていた。これは、1990年代の「情報学部」ブームに則った動きであったとも言える。なお、駿河台大学文化情報学部は、2009年からメディア情報学部となり、当該大学における文化情報学部は消滅した。
- その後、駿河台大学以外の国内の大学においても文化情報学部が開設されたが、全てに共通している点として「文化・情報資源を対象としている」ということを挙げることができる。
- 当初は文書館学や図書館情報学の色合いが強かったが、2005年（平成17年）に開設した同志社大学の文化情報学では、文化現象を計量・科学・総合的に理解する方法論が重んじられており、データサイエンスとしての色合いが濃いと言える。
- また、大学によって学部の指向性に差異があることは、英語の学部名称からも確認することができる。特に、駿河台大学の場合には、文化資源を強く意識していたということを窺い知ることができる。これには、駿河台大学の安澤秀一名誉教授が学部創設の際に提唱した「文化情報資源を対象とした学際分野」という考え方が大きく影響している。

- - 駿河台大学："Faculty of Cultural Information Resources"
  - 椙山女学園大学："School of Culture-Information Studies"
  - 同志社大学："Faculty of Culture and Information Science"

## 学部としての特徴
- 図書館情報、アーカイブズ、アート、映像、音響、観光、といった分野が主たる専攻となり、その中でコンピュータを用いた情報処理技術等を体系的に学ぶことが可能である。
- 図書館司書・学芸員などの公的資格を取得できる大学もある。また、近年では教職員免許を取得できるようになってきた。
- 卒業後の進路としては、各大学や個人の事情はあるが、専攻を生かしてマスメディアや、システムエンジニア・プログラマとして情報サービス業界へ進む者も多い。

## 文化情報学部を持つ日本の大学

### 私立
- 椙山女学園大学
- 同志社大学文化情報学部

## 関連した大学院・学会などについて
文化情報学部だけでなく、大学院で文化情報学を専攻する「文化情報学研究科」も存在する。日本初の開設は、駿河台大学大学院の1999年（平成11年；修士課程）。ただし、2005年（平成17年）に文化情報学研究科と法学研究科が統合され、「現代情報文化研究科」へ変更となっている。そのため、現在、文化情報学研究科という名称が付くのは、同志社大学が平成19年に開設した修士課程・博士課程のみである。
学会としては、同志社大学による「同志社大学文化情報学会」が存在する。また、準学会的な組織として、2002年に駿河台大学大学院文化情報学研究科の院生によって創られた「文化情報学研究会」を挙げることができる。

## 文化情報学を扱った図書
- 安澤秀一, 原田三朗編著. 『文化情報学：人類の共同記憶を伝える』. 北樹出版, 2002（ISBN：4893848666）
- 村上征勝（編）. 『文化情報学入門 (文化情報学ライブラリ)』. 勉誠出版, 2006（ISBN：458500291X）